# Gran Premio Industria e Artigianato 2009
Il Gran Premio Industria e Artigianato 2009, quarantatreesima edizione della corsa e trentatreesima con questa denominazione, valido come evento dell'UCI Europe Tour 2009 categoria 1.1, si svolse il 2 maggio 2009 su un percorso totale di 200 km. Fu vinto dall'italiano Daniele Callegarin che terminò la gara in 4h45'00", alla media di 42,105  km/h.
Partenza con 135 ciclisti, dei quali 74 portarono a termine il percorso.

## Ordine d'arrivo (Top 10)
| Pos. | Corridore           | Squadra       | Tempo    |
| ---- | ------------------- | ------------- | -------- |
| 1    | Daniele Callegarin  | C. Calzatura  | 4h45'00" |
| 2    | Gabriele Bosisio    | LPR Brakes    | s.t.     |
| 3    | Jackson Rodríguez   | Diquigiovanni | s.t.     |
| 4    | Daniele Pietropolli | LPR Brakes    | s.t.     |
| 5    | Vincenzo Nibali     | Liquigas      | s.t.     |
| 6    | Tomaz Nose          | Adria Mobil   | s.t.     |
| 7    | Franco Pellizotti   | Liquigas      | s.t.     |
| 8    | Félix Cárdenas      | Barloworld    | s.t.     |
| 9    | Przemysław Niemiec  | Miche         | s.t.     |
| 10   | Donato Cannone      | Betonexpressz | s.t.     |